# Francesco Tarcisio Carboni
Francesco Tarcisio Carboni (ur. 9 września 1923 w Ortezzano, zm. 20 listopada 1995 w Recanati) – biskup ordynariusz włoskiej diecezji Macerata-Tolentino-Recanati-Cingoli-Treia.

## Życiorys
Tarcisio Carboni urodził się w Ortezzano w Marchii 9 września 1923.
W 1947 został wyświęcony na kapłana. Następnie był proboszczem parafii w Porto Sant’Elpidio. Pełnił też funkcje ojca duchownego arcybiskupiego seminarium w Fermo oraz wikariusza generalnego metropolity abpa Norberta Periniego.
W latach 1970–1974, jako członek „Fidei Donum”, wyjechał z innymi kapłanami z archidiecezji w Fermo na misje do Mogi das Cruzes w Brazylii, gdzie pracował wśród trędowatych w Gopouva (Guarulhos), zakładając hospicjum „Pensionato di San Francesco”.
Papież Paweł VI 11 lutego 1976 mianował go biskupem diecezji w Maceracie, Tolentino, Recanati, Cingoli i Treii. Diecezje te zostały następnie połączone w jedną 30 września 1986 dekretem Kongregacji ds. Biskupów.
Tarcisio Carboni będąc biskupem zabiegał o zaznajomienie swoich diecezjan z postacią pochodzącego z Maceraty misjonarza jezuity o. Matteo Ricci. W 1984 wszczął jego proces beatyfikacyjny. Na cześć tego znanego ewangelizatora Chin, bp Corboni otworzył na terenie swojej diecezji seminarium misyjne Redemptoris Mater. Kapłani przygotowani w tej uczelni wysyłani są przede wszystkim diecezji azjatyckich. Kamień węgielny seminarium misyjnego został poświęcony przez papieża Jana Pawła II 19 czerwca 1993 podczas wizyty apostolskiej w Maceracie. W czasie rządów diecezją bpa Carboniego zwołany został synod diecezjalny, którego myślą przewodnią stały się słowa zaczerpnięte z Apokalipsy św. Jana „Niebo nowe i ziemię nową”.
Zginął w wypadku samochodowym 20 listopada 1995 pod Recanati.